# Emil Hába
Emil Hába, křtěný Emil František (21. května 1900 Vizovice – 12. února 1982 Uherský Brod) byl hudební skladatel a hudební pedagog.

## Život
Pocházel z tkalcovské rodiny. Z jeho předků se nikdo hudbou nezabýval, přesto on, i jeho bratranci, Alois a Karel, v hudbě vynikli. Již v mládí a jako samouk hrál na harmonium, housle a varhany. V šestnácti letech byl přijat na varhanickou školu v Brně, jejímž ředitelem byl tehdy Leoš Janáček. U Janáčka studoval intonaci, harmonii a hudební teorii. U prof. Treglera studoval varhany a zpěv, u profesora Syrůčka klavír a u prof. Malého hru na housle. Po ukončení školy se stal klavíristou a regenschorim u hraběte Dubského v Lysicích u Boskovic.
V letech 1920–1921 vykonával základní vojenskou službu u plukovní dechové hudby. Kromě houslí zde hrál i na trubku a lesní roh. Po skončení vojenské služby se stal varhaníkem a ředitelem kůru v Uherském Brodě. Kromě toho učil hudbě na místním reálném gymnáziu. V tomto zaměstnání setrval plných 33 let. Kromě toho učil i soukromě a vychoval řadu znamenitých hudebníků.
V roce 1925 se oženil s houslistkou Drahomírou Veselou. Roku 1926 se stal zakládajícím členem uherskobrodského hudebního spolku Dvořák. Vybudoval zde vynikající symfonický orchestr, s nímž uváděl v jihomoravském kraji díla významných světových i domácích hudebních skladatelů. V celé tehdejší Československé republice byl však znám především jako vynikající varhaník. Za svého života uskutečnil více než 200 veřejných varhanních koncertů.
Kromě toho, že na varhany koncertoval, byl i jejich znalcem. Pracoval 45 let pro největší českou varhanářskou firmu Rieger–Krnov jako kolaudátor. Za tuto dobu kolaudoval na 160 jejích nástrojů v celé republice.
Velkou zásluhu měl v rozvoji dechové hudby. Byl členem uměleckých komisí zasedal při soutěžích dechových hudeb a podílel se na organizaci Slováckých festivalů dechových hudeb, které byly od roku 1970 pořádány v Uherském Brodě. Ještě v roce 1975 dirigoval na tomto festivalu závěrečné vystoupení spojených dechových hudeb, které mělo na 300 účinkujících.

## Dílo
Zkomponoval kolem stovky skladeb chrámové i světské hudby. Především to byly varhanní skladby, písně, orchestrální sbory, úpravy slováckých lidových písní a koled. Napsal také tři latinské a čtyři české mše. Z jeho díla jsou známy například mužské sbory na slova Jana Nerudy Prosté motivy, sbor Bílá paní, písně a melodramy Prosba dítěte, Na stěžni s vlajkou (1934), Balada zimní (1934), kantáta Máj. Rovněž je autorem řady komorních skladeb (kvartet pro flétnu, housle, violu a violoncello, suita pro dechové kvinteto, nonet). Z rozměrnějších skladeb je znám symfonický obraz Pod Bílými Karpatami či Vánoční kantáta pro sóla, sbor a varhany (1957). Příležitostně psal i hudbu k činohrám a k orelským cvičením.
Veškerá jeho hudební pozůstalost je uložena v Ústavu dějin hudby Moravského muzea v Brně.